# بربيت أحمر الوجه
بربيت أحمر الوجه (الاسم العلمي: Lybius rubrifacies) (بالإنجليزية: red-faced barbet)‏ هو نوع من الطيور يتبع جنس البربيت الأفريقي من الفصيلة البربيتية.